# Weissia socotrana
Weissia socotrana là một loài Rêu trong họ Pottiaceae. Loài này được Mitt. miêu tả khoa học đầu tiên năm 1888.